# Arno Anzenbacher
Arno Anzenbacher (* 14. Februar 1940 in Bregenz) ist ein deutscher katholischer Theologe. Er ist emeritierter Professor für Christliche Anthropologie und Sozialethik der Universität Mainz. Eine große Verbreitung fand seine erstmals 1981 publizierte Einführung in die Philosophie.

## Leben
Arno Anzenbacher absolvierte das Studium der Philosophie und Theologie in Innsbruck und Freiburg (Schweiz). Im Jahr 1964 erfolgte die Promotion aus Philosophie in Freiburg, 1972 die Habilitation aus Philosophie in Wien. Von 1981 bis 2006 war er Professor für Christliche Anthropologie und Sozialethik am Fachbereich Katholische Theologie an der Universität Mainz. Im April 2010 wurde Anzenbacher an der Universität Mainz mit einer Festschrift zum 70. Geburtstag geehrt.
Anzenbacher gehört zu den Unterzeichnern der Kölner Erklärung (1989) und des Memorandums Freiheit. In beiden Dokumenten haben sich zahlreiche Professorinnen und Professoren der katholischen Theologie des deutschen Sprachraums kritisch mit der Kirchenpolitik in der katholischen Kirche auseinandergesetzt.

## Werk
Arno Anzenbacher hat einflussreiche Einführungen (in die Philosophie, in die Ethik und in die Christliche Sozialethik) vorgelegt, die in zahlreiche Sprachen übersetzt wurden – vor allem in osteuropäische Sprachen, und zwar schon vor der politischen Wende des Jahres 1989. Die katholische Sozialethik hat Anzenbacher mit seinem Ansatz maßgeblich mitgeprägt. Ausgangspunkt seines Ansatzes ist das moderne Vernunftrecht bzw. eine Ethik, die von der Autonomie der Person ausgeht. Allerdings hat er versucht, dieses liberale Paradigma zu erweitern, und zwar einerseits durch einen anthropologischen Rekurs (auf bestimmte unbeliebige Bedingungen des Menschseins) und andererseits durch (zurückhaltende) Bezüge zu christlichen Glaubensgewissheiten. Jedoch blieb die Trennung von Gerechtigkeit und gutem Leben ebenso unangetastet wie das „Faktum des Pluralismus“ (John Rawls), das moderne Gesellschaften prägt.
Anzenbacher gehört zu den Protagonisten der Relecture der Schriften des Hl. Thomas von Aquin in der zweiten Hälfte des 20. Jahrhunderts. Gegen die neuscholastisch-statische – so genannte „(neo-)thomistische“ – Thomasinterpretation betont er die Bedeutung der menschlichen Vernunft bei Thomas (etwa im Gesetzestraktat der Summa theologica I–II, 90–105): Durch seine Vernunft hat der Mensch die Möglichkeit der Mitwirkung (participatio) am natürlichen Gesetz (an der lex naturalis). Die Wahrnehmung dieses Sachverhalts führt zu einem Verständnis der thomanischen Naturrechtslehre, die sie – eine entsprechende Hermeneutik vorausgesetzt – aus der Perspektive einer neuzeitlichen Vernunftrechtskonzeption anschlussfähig macht.

## Publikationen
- Die Intentionalität bei Thomas von Aquin und Edmund Husserl, Wien (u. a.): 1972, ISBN 3-7029-0050-0.
- Menschenwürde zwischen Freiheit und Gleichheit. Christliche Soziallehre, Prinzipien und Konfrontation, St. Pölten u. a.: 1977, 2. verb. u. erw. Aufl. 1978, ISBN 3-85326-432-8.
- Familiengerechtes Wohnen in der Zukunft, Wien: 1980, ISBN 3-900353-02-6.
- Einführung in die Philosophie, Freiburg i. B.: 1981, 14. Gesamtaufl. 2010, ISBN 978-3-451-27851-8.
- Humanität im Gesellschaftssystem. Überlegungen zu einem interdisziplinären Gespräch, Mitautor: Rudolf Weiler, Wien: 1982
- Flexible Arbeit. Chancen und Gefahren für die Menschenwürde, Wien: 1985
- Christliche Soziallehre. Katholische Soziallehre, evangelische Sozialethik; das geistige Fundament der christlichen Gewerkschafter, Wien: 1981, 2. Aufl. 1986
- Grundriß einer Sexualethik. Ein Beitrag des Katholischen Familienverbandes Österreichs und des Hauptverbandes der Elternvereine an den katholischen Privatschulen, Wien: 1989
- Ethik. Eine Einführung (ursprünglich: Einführung in die Ethik, 1992), Düsseldorf: 2012, 4. Aufl., ISBN 3-8436-0010-4.
- Christliche Sozialethik. Einführung und Prinzipien, Paderborn u. a.: 1998, ISBN 3-506-98508-6.